# Tyska bondekriget (bok)
Tyska bondekriget (tyska: Der deutsche Bauernkrieg) är en skrift av Friedrich Engels utgiven i två delar 1850. Engels gör utifrån sin och Karl Marx historiematerialistiska teori en analys av upproren i Tyskland år 1525. Engels drar också paralleller till upproren i Tyskland 1848/49.
Skriften finns utgiven på svenska i översättning av Claes-Eric Danelius.